# Festival da Canção 2025
Das 58. Festival da Canção fand am 8. März 2025 statt und diente als portugiesischer Vorentscheid zum Eurovision Song Contest 2025 in Basel (Schweiz). Es gewann NAPA mit dem Lied Deslocado.

## Format

### Konzept
Am 14. August 2024 bestätigte Rádio e Televisão de Portugal (RTP) seine Teilnahme am Eurovision Song Contest 2025. Gleichzeitig gab man bekannt, dass man wie üblich das Festival da Canção als nationalen Vorentscheid nutzen werde. Es sollte wieder aus zwei Halbfinals, welche im Februar stattfinden sollten, und einem Finale im März bestehen.

### Beitragswahl
Zwischen dem 14. August und dem 15. Oktober 2024 konnten Beiträge bei RTP eingereicht werden. Um einen Beitrag einreichen zu können, muss man entweder portugiesischer Staatsbürger sein oder seinen ständigen Wohnsitz in Portugal haben. Aus diesen Einreichungen wurden 6 Teilnehmer für das Festival ausgewählt. Die restlichen 14 Komponisten wurden von RTP direkt eingeladen.

## Teilnehmer

### Komponisten
Die 20 Komponisten der Beiträge wurden am 5. November 2024 bekanntgegeben.
| Eingeladen von RTP                                                                   | Eingeladen von RTP                                                                                     | Aus den Onlinebewerbungen ausgewählt                                                      |
| ------------------------------------------------------------------------------------ | --- | ----------------------------------------------------------------------------------------- |
| - A Cantadeira - Beato - Bluay - Bombazine - Emmy Curl - EU.CLIDES - Fernando Daniel | - Jéssica Pina - Luca Argel - Marco Rodrigues - Margarida Campelo - Os Napa - Peculiar - Tiago Sampaio | - Capital da Bulgária - Diana Vilarinho - Henka - Inês Marques Lucas - JOSH - Xico Gaiato |

## Halbfinale
Die Aufteilung der einzelnen Beiträge auf die beiden Halbfinale wurde am 20. Dezember 2024 bekanntgegeben. Die Lieder selbst wurden am 23. Januar veröffentlicht. Die Startreihenfolge am 12. Februar 2025.

### Erstes Halbfinale
| Platz | Startnr. | Interpret           | Lied Musik (M) und Text (T)                                         | Sprache       | Übersetzung (inoffiziell) |
| ----- | -------- | ------------------- | ------------------------------------------------------------------- | ------------- | ------------------------- |
| 1–5   | 4        | Marco Rodrigues     | A Minha Casa M: Tiago Machado; T: Marco Rodrigues, Tiago Machado    | Portugiesisch | Mein Haus                 |
| 1–5   | 5        | Margarida Campelo   | Eu sei que o amor M/T: Margarida Campelo                            | Portugiesisch | Ich kenne diese Liebe     |
| 1–5   | 6        | JOSH                | Tristeza M: JOSH; T: JOSH, João Gaspar                              | Portugiesisch | Trauer                    |
| 1–5   | 8        | Bluay               | Ninguém M: Bluay; T: Bluay, Murta                                   | Portugiesisch | Niemand                   |
| 1–5   | 9        | Jéssica Pina        | Calafrio M/T: Jéssica Pina                                          | Portugiesisch | Chillis                   |
| 6     | 10       | Peculiar            | Adamastor M/T: João Nicolau Quintela                                | Portugiesisch | Adamastor                 |
| 7–10  | 1        | Xico Gaiato         | Ai Senhor! M: Xico Gaiato, Constantion, Tiago Matos; T: Xico Gaiato | Portugiesisch | Oh Herr!                  |
| 7–10  | 2        | Rita Sampaio        | Voltas M: Tiago Sampaio; T: Tiago Sampaio, Rita Sampaio             | Portugiesisch | Kurven                    |
| 7–10  | 3        | Du Nothin           | Sobre Nós M: Beato; T: Jorge Ferreira, Beato                        | Portugiesisch | Über Uns                  |
| 7–10  | 7        | Capital da Bulgária | Lisboa M/T: Capital da Bulgária                                     | Portugiesisch | Lissabon                  |

 Interpret hat sich für das Finale qualifiziert.

### Zweites Halbfinale
| Platz | Startnr. | Interpret                    | Lied Musik (M) und Text (T) | Sprache       | Übersetzung (inoffiziell) |
| ----- | -------- | ---------------------------- | --- | ------------- | ------------------------- |
| 1–5   | 3        | Bombazine                    | Apago Tudo M/T: Filipe Andrade, Manuel Figueiredo, Manuel Granate, Manuel Protáno, Vico Granato                                          | Portugiesisch | Ich lösche alles          |
| 1–5   | 4        | Emmy Curl                    | Rapsódia da Paz M: Emmy Curl; T: Catarina Miranda, Maríla Miranda                                                                        | Portugiesisch | Rhapsodie des Friedens    |
| 1–5   | 6        | Fernando Daniel              | Medo M/T: Fernando Daniel, Diana Lima | Portugiesisch | Angst                     |
| 1–5   | 8        | NAPA                         | Deslocado M: João Guilherme Gomes, João Lourenço João, João Rodrigues, Diogo Góis Francisco Sousa, André Santos; T: João Guilherme Gomes | Portugiesisch | Vertrieben                |
| 1–5   | 9        | Diana Vilarinho              | Cotovia M: Joana Alegre, Diana Vilarinho, Ricardo Ribeiro; T: Joana Alegre                                                               | Portugiesisch | Lerche                    |
| 6     | 10       | Henka                        | I wanna Destroy U M: Cat Pereira, Jon Cassidy, Mirza Radonjica, Meyrick de la Fuente; T: Cat Pereira                                     | Englisch      | Ich will dich zerstören   |
| 7–10  | 1        | A Cantadeira                 | Responso à Mulher M/T: Joana Negrão | Portugiesisch | Antwort an eine Frau      |
| 7–10  | 2        | TOTA                         | á-tê-xis M: EU.CLIDES, TOTA; T: EU.CLIDES                                                                                                | Portugiesisch |                           |
| 7–10  | 5        | Inês Marques Lucas           | Quantos Queres M/T: Inês Marques Lucas                                                                                                   | Portugiesisch | Wie viele willst du       |
| 7–10  | 7        | Luca Argel feat. Pri Azevedo | Quem Foi? M/T: Luca Argel | Portugiesisch | Wer war es                |

 Interpret hat sich für das Finale qualifiziert.

## Finale
| Platz | Startnr. | Interpret         | Lied Musik (M) und Text (T) | Sprache       | Übersetzung (inoffiziell) | Jury | Televoting | Gesamt |
| ----- | -------- | ----------------- | --- | ------------- | ------------------------- | ---- | ---------- | ------ |
| 1     | 7        | NAPA              | Deslocado M: João Guilherme Gomes, João Lourenço João, João Rodrigues, Diogo Góis Francisco Sousa, André Santos; T: João Guilherme Gomes | Portugiesisch | Vertrieben                | 7    | 10         | 17     |
| 2     | 12       | Diana Vilarinho   | Cotovia M: Joana Alegre, Diana Vilarinho, Ricardo Ribeiro; T: Joana Alegre                                                               | Portugiesisch | Lerche                    | 12   | 5          | 17     |
| 3     | 9        | Fernando Daniel   | Medo M/T: Fernando Daniel, Diana Lima | Portugiesisch | Angst                     | 8    | 8          | 16     |
| 4     | 3        | Henka             | I Wanna Destroy U M: Cat Pereira, Jon Cassidy, Mirza Radonjica, Meyrick de la Fuente; T: Cat Pereira                                     | Englisch      | Ich will dich zerstören   | 0    | 12         | 12     |
| 5     | 11       | JOSH              | Tristeza M: JOSH; T: JOSH, João Gaspar                                                                                                   | Portugiesisch | Trauer                    | 5    | 7          | 12     |
| 6     | 5        | Jéssica Pina      | Calafrio M/T: Jéssica Pina | Portugiesisch | Chillis                   | 10   | 2          | 12     |
| 7     | 1        | Bombazine         | Apago Tudo M/T: Filipe Andrade, Manuel Figueiredo, Manuel Granate, Manuel Protáno, Vico Granato                                          | Portugiesisch | Ich lösche alles          | 2    | 6          | 8      |
| 8     | 6        | Marco Rodrigues   | A Minha Casa M: Tiago Machado; T: Marco Rodrigues, Tiago Machado                                                                         | Portugiesisch | Mein Haus                 | 3    | 4          | 7      |
| 9     | 2        | Margarida Campelo | Eu sei que o amor M/T: Margarida Campelo                                                                                                 | Portugiesisch | Ich kenne diese Liebe     | 6    | 0          | 6      |
| 10    | 8        | Peculiar          | Adamastor M/T: João Nicolau Quintela | Portugiesisch | Adamastor                 | 1    | 3          | 4      |
| 11    | 10       | Emmy Curl         | Rapsódia da Paz M: Emmy Curl; T: Catarina Miranda, Maríla Miranda                                                                        | Portugiesisch | Rhapsodie des Friedens    | 4    | 0          | 4      |
| 12    | 4        | Bluay             | Ninguém M: Bluay; T: Bluay, Murta | Portugiesisch | Niemand                   | 0    | 1          | 1      |

### Detailliertes Juryvoting
| Lied              | Norte | Centro | Lisboa | Alentejo | Algarve | Madeira | Azoren | Gesamt |
| ----------------- | ----- | ------ | ------ | -------- | ------- | ------- | ------ | ------ |
| Apago tudo        | 1     | 3      | 4      | 6        | 1       | –       | 12     | 27     |
| Eu sei que o amor | 8     | 2      | 6      | 4        | 4       | 7       | 6      | 37     |
| I Wanna Destroy U | 10    | 5      | –      | 1        | –       | 2       | –      | 18     |
| Ninguém           | –     | 4      | 1      | 3        | 3       | 1       | 4      | 16     |
| Calafrio          | 3     | 6      | 7      | 12       | 8       | 8       | 8      | 52     |
| A minha casa      | –     | –      | 12     | 7        | 2       | 6       | 1      | 28     |
| Deslocado         | 2     | 7      | 5      | 5        | –       | 12      | 7      | 38     |
| Adamastor         | 12    | –      | –      | –        | 12      | –       | 2      | 26     |
| Medo              | 7     | 10     | 8      | 8        | 6       | 3       | –      | 42     |
| Rapsódia da paz   | 5     | 1      | 3      | 2        | 5       | 5       | 10     | 31     |
| Tristeza          | 6     | 12     | 2      | –        | 7       | 4       | 3      | 34     |
| Cotovia           | 4     | 8      | 10     | 10       | 10      | 10      | 5      | 57     |